# Augusta Klein
Augusta Klein (* 30. April 1866 in Steyning; † 15. September 1943 in Oxford) war eine englische Philosophin und Schriftstellerin.

## Leben und Arbeiten
Nach einem vierjährigen Studium u. a. der Alten Sprachen in Cambridge unternahm die vierte Tochter des aus Deutschland eingewanderten, reichen Londoner Kaufmanns Wilhelm (William) Frederick Bernhard Klein, zusammen mit ihrem Vater und anfangs drei, später zwei Schwestern ausgedehnte Reisen durch Südeuropa, Nordafrika, den Nahen Osten und Indien.
1892 veröffentlichte sie in Blackwood’s Magazine einen Bericht über ihre Palästina-Reise. 1895 erschien in London ihr Buch über ihre sechsmonatige Indienreise unter dem Titel Among the Gods, Scenes of India, with Legends by the Way, das in mehreren Reprintausgaben vorliegt.
Schließlich war sie Co-Autorin bei William Ralph Boyce Gibsons Buch The Problem of Logic, London 1908. Ihr Werk handelt von den Problemen des Verhältnisses von moderner formalen Logik und mathematischer Logik. Später veröffentlichte Augusta Klein Artikel zur systematischen Philosophie. Arbeiten von Klein konnten beispielsweise in der Fachzeitschrift für Philosophie Mind gelesen werden.
Sie blieb unverheiratet und nahm später den Geburtsnamen ihrer Mutter, Kirby, an.

## Veröffentlichungen
- Among the Gods, Scenes of India, with Legends by the Way (1895). W. Blackwood, Edinburgh/London (englisch).[2]
  - Among the Gods, Scenes of India: With Legends by the Way (2006). Obscure Press (englisch), ISBN 1-84664-911-0.
- The Problem of Logic (1908). Von Augusta Klein und W.R.B. Gibson, Adam and Charles Black, London, (englisch).[3]
  - The Problem of Logic (2022). Augusta Klein und W.R.B. Gibson. Legare Street Pr, (englisch), ISBN 978-1-01-903376-0.
- Negation Consiedered As A Statement Of Difference In Identity. In: Mind. Band XX, Ausgabe 80, S. 521–529. Oktober 1911. doi:10.1093/mind/XX.80.521 (englisch).
- Discussions: A Proposed New Classification Of Terms. In: Mind. Band XXIII, Ausgabe 1, S. 542–549, Januar 1914. doi:10.1093/mind/XXIII.1.542 (englisch).